# Mnemba
L'isola di Mnemba (in inglese Mnemba Island), è una piccola isola appartenente all'Arcipelago di Zanzibar. È situata a circa 3 km dalla costa nord-orientale di Unguja, (l'isola più grande dell'arcipelago di Zanzibar). La sua forma è approssimativamente triangolare, è circa 500 metri di diametro e circa 1,5 chilometri di circonferenza. È circondata da una barriera corallina ovale con un'estensione di sette per quattro chilometri. Queste scogliere sono state dichiarate zona protetta. L'isola di Mnemba e la sua barriera corallina sono anche chiamate atollo di Mnemba, il che non è corretto, perché un atollo è un'isola che circonda una laguna e di certo questo non è il caso dell'isola di Mnemba.
L'Isola di Mnemba è inoltre un popolare sito di immersioni subacquee, data la grande varietà di coralli, ma anche per gli avvistamenti seppur occasionali di specie più grandi come tartarughe e delfini. Le condizioni di ''calma'' sono frequenti in novembre e marzo, con la massima visibilità. L'isola stessa è di proprietà privata e può essere visitata solo come ospiti al prezzo di 1115-1600 dollari a persona per notte (tariffe risalenti al 2015). A questi prezzi, il cittadino medio di Zanzibar dovrebbe lavorare dai quattro ai sei anni per passare una sola notte su quest'isola. Se vi si entra senza permesso (volontariamente e non) bisognerà pagare una multa, di solito molto alta e lasciare l'isola. Inoltre se gli amanti dello Snorkeling si avvicinano ad una zona di circa 200 metri intorno all'isola, saranno allontanati dallo staff di Mnemba a bordo di una barca.
L'isola di Mnemba si trova a 90 minuti di auto da Stone Town, anche se prima di raggiungere l'Isola principale di Zanzibar, vi è un breve tragitto in barca di circa 20 minuti.

## Turismo
L'isola è una popolare meta turistica, grazie alla tranquillità di cui gode e alla barriera corallina che ospita pesci pagliaccio, tursiopi, squali balena, tartarughe verdi (da novembre a marzo si può assistere alla deposizione e alla schiusa delle uova, oggi vi è un progetto di monitoraggio e protezione per queste tartarughe in corso dal 1996), squali pinna bianca del reef, pesci Napoleone, pesci chirurgo, pesci leone, molti pesci di barriera e coralli suggestivi. L'isola può vantare inoltre la presenza degli uccelli migratori e stanziali che si nutrono e si rifugiano dalle avversità, e il passaggio delle balene megattere (da Luglio a Settembre).